# Tanya Kalmanovitch
Tanya Kalmanovitch (* 5. Juli 1970 in Fort McMurray, Alberta) ist eine kanadische Jazz- und Improvisationsmusikerin (Viola, Violine, auch Vibraphon und Gesang), Komponistin und Musikpädagogin.

## Leben und Wirken
Kalmanovitch legte 2002 in Quartettbesetzung ihr Debütalbum Hut Five vor. 2004 zog sie nach New York City, wo sie in der Jazz- und Improvisationsszene arbeitete, u. a. mit Mark Turner, Mark Helias, Benoît Delbecq, David Liebman, Tom Rainey, Ronan Guilfoyle, Chris Speed, Lindsey Horner, Andy Laster, Ernst Reijseger, Dominique Pifarély, Vincent Courtois, Rob Thomas, Mat Maneri und dem Turtle Island String Quartet. In Indien studierte sie bei dem Violinisten Lalgudi G.J.R. Krishnan und dem Veenaspieler Karaikudi S. Subramanian. 2007 erschien das Duoalbum Heart Mountain mit der Pianistin Myra Melford. Sie wirkte außerdem bei Aufnahmen von Jann Arden mit. Im Duo mit Simon Nabatov trat sie 2010 im Kölner Loft auf.
Kalmanovitch unterrichtet am Department of Creative Improvisation des Bostoner New England Conservatory of Music, außerdem regelmäßig an der Guildhall School of Music and Drama in London und am Koninklijk Conservatorium Den Haag. Sie ist Gründungsmitglied der Initiative Brooklyn Jazz Underground in New York City, ferner war sie Vertreterin Kanadas in der International Association of Schools of Jazz, ist Gründungsmitglied des Jazz String Caucus in der International Association for Jazz Education und Mentorin im Programm Sisters in Jazz.

## Diskographische Hinweise
- Winterland (2004)
- Out Where the Trains Don't Run (2004)
- Heart Mountain (2007),  mit Myra Melford
- Ivo Perelman, Mat Maneri, Tanya Kalmanovich: Villa Lobos Suite(Leo 2015)
- Marilyn Crispell, Tanya Kalmanovich, Richard Teitelbaum;  Dream Libretto (Leo 2018)